# Reina Momo (Canción de Patricio Rey y Sus Redonditos de Ricota)
Reina Momo es una canción del grupo de rock argentino Patricio Rey y Sus Redonditos de Ricota escrita por el Indio Solari y Skay Beilinson lanzada en el año 2001. Esta canción no fue incluida en ningún álbum de la banda, siendo considerada Inédita. En el año 2000 en una entrevista a la banda hecha por la revista La García habla sobre las canciones que quedaron fuera del álbum de Momo Sampler haciendo referencia a la Reina Momo. Posteriormente en 2009 se sube a la plataforma de YouTube dicha canción pero con sonido muy bajo y de mala calidad, ya para el 2015 se remasteriza y se vuelve a subir a la plataforma y sus fans la siguen considerando uno de los mejores inéditos que tuvo la banda.
Posteriormente, Indio Solari en una entrevista en el aniversario de ¡Bang! ¡Bang! Estás liquidado confirmó que en realidad fue originalmente escrita y presentada a Skay y Poli para la publicación de este disco, pero quedó fuera por no estar a la "estética musical" del disco y en cambio fue añadida en su lugar la canción Esa estrella era mi lujo con un estilo musical mucho más rocanrolesco, algo de lo que esta canción no tenía.
En octubre del año 2021 Solari publicó en su canal oficial de YouTube la canción originalmente grabada en el año 2001 de forma oficial bajo el nombre Reina Momo (La Tomatita)